# Ogólnopolskie Zawody w Akrobacji Spadochronowej Gliwice 1972
Ogólnopolskie Zawody w Akrobacji Spadochronowej Gliwice 1972 – odbyły się 17–22 lipca 1972. Gospodarzem Mistrzostw był Aeroklub Gliwicki, a organizatorem Sekcja Spadochronowa Aeroklubu Gliwickiego. Patronat nad Mistrzostwami sprawowało Towarzystwo Miłośników Ziemi Gliwickiej i Redakcja Nowin Gliwickich. Do dyspozycji skoczków był samolot An-2.

## Rozegrane kategorie
Zawody rozegrano w trzech kategoriach spadochronowych:
- Indywidualna celność lądowania – skoki wykonywano z wysokości 1000 m i opóźnieniem 0–5 sekund.
- Akrobacja indywidualna – skoki wykonywano z wysokości 2000 m i opóźnieniem 30 sekund.
- Skoki grupowe na celność lądowania.

## Kierownictwo Zawodów
- Kierownik Sportowy: Józef Stelmaszczyk (Gliwice).

## Przebieg zawodów
17 lipca 1972 roku o godz. 15.00 było Uroczyste otwarcie zawodów, gdzie skoczek Józef Stelmaszczyk wykonał skok pokazowy, z samolotu PZL-104 Wilga, wys. 900 m, spadochron typu: PTCH-7, opóźnienie 5 s, a następnie były skoki treningowe. 18 lipca na gliwickim lotnisku rozegrano I konkurencję – skoki na celność lądowania indywidualnie, 19–20 lipca II konkurencję – skoki na akrobację. 21 lipca był dniem rezerwowym i odpoczynkiem dla zawodników. 22 lipca rozegrano III konkurencję – skoki grupowe na celność lądowania, którą zorganizowano na stadionie sportowym w Gliwicach przy ulicy Okrzei. W tym samym dniu o godz. 15.00 było Uroczyste zakończenie zawodów, a o godz. 16.00 odbyły się pokazy skoków spadochronowych, akrobacji samolotowej i szybowcowej. 
W zawodach uczestniczyli z Aeroklubu Gliwickiego: Edward Miler, Andrzej Grabania, Krystyna Pączkowska, Ryszard Kopijczuk i Jan Bober.
Klasyfikacja drużynowa: III miejsce – Aeroklub Gliwicki, której kapitanem był Jan Bober.
Na zakończenie zawodów przeprowadzono pokaz skoków na celność lądowania na stadionie GKS Piast.
Źródło: 